# Atak na Budionnowsk
Atak na Budionnowsk – atak terrorystyczny przeprowadzony przez grupę separatystów czeczeńskich pod dowództwem Szamila Basajewa w mieście Budionnowsk w Kraju Stawropolskim w Rosji w dniach 14–19 czerwca 1995 roku. Atakujący miasto dokonali masowego wzięcia zakładników i zabarykadowali się w miejscowym szpitalu.
Akcja ta, w wyniku której zginęło co najmniej 180 osób (w tym ponad 140 cywilów), była jednym z głośniejszych wydarzeń i decydującym punktem zwrotnym I wojny czeczeńskiej, toczącej się w latach 1994–1996.

## Początkowe wydarzenia
Grupa od 80 do 150 Czeczenów wyruszyła w uprzednio przygotowanych pojazdach: milicyjnych Żiguli i UAZ oraz trzech ciężarówkach Kamaz przykrytych plandeką. Kierowcy byli w mundurach wojsk rosyjskich, a dokumenty wykazywały, że wiozą trumny ze zwłokami poległych Rosjan. W Mineralnych Wodach czekał na nich wyczarterowany samolot do Moskwy, gdzie mieli zaatakować Kreml.
Według GRU Budionowsk był wcześniej obranym celem, a trzy miesiące przed atakiem czeczeńska firma „Irbis” wydzierżawiła w szpitalu pomieszczenie piwniczne na skład towarów. Zwożono tam jakieś skrzynie, prawdopodobnie z amunicją.
Czeczeńska diaspora w Budionowsku liczyła w tym czasie około tysiąca ludzi. Według danych GRU, część uczestników szturmu miała się rekrutować z nich, a część przybyła do miasta krótko przed szturmem i zamieszkała w hotelu. Według tych informacji, około doby przed rozpoczęciem akcji większość miejscowych Czeczenów gdzieś zniknęła, w mieście pozostało ich zaledwie około 300.
Basajew powiadomił swoich ludzi o samobójczym charakterze akcji. Do Budionnowska, około 160 km w Kraju Stawropolskim, dotarli bez przeszkód, w razie potrzeby udzielając łapówek.
8 km za miastem natknęli się na kolejny posterunek. Posterunkowi milicjanci zażądali, by konwój pojechał za nimi pod miejscowy budynek MSW (trwało tam właśnie wydawanie posiłku – większość milicjantów znajdowała się w stołówce). Część milicjantów na widok uzbrojonych ludzi zaczęła się ostrzeliwać, a obaj eskortujący milicjanci zostali zastrzeleni przez Czeczenów podczas próby ucieczki. Doszło do wymiany ognia i Rosjanie zabarykadowali się w budynku MSW, który Czeczeni podpalili. Ludzie Basajewa ruszyli przez miasto i dotarli do budynku administracji miejskiej, gdzie ich sanitariuszka wywiesiła flagę czeczeńską. Czeczeni wzięli zakładników i skierowali się następnie w kierunku szpitala miejskiego; po drodze weszli do szkoły medycznej, gdzie pojmali studentki medycyny. Wszystkich schwytanych w okolicy szpitala mieszkańców miasta bojownicy spędzali pod rosyjskim ostrzałem do szpitala.

## Oblężenie szpitala
W pierwszym etapie akcji zginęło 17 mieszkańców Budionnowska oraz co najmniej kilkunastu milicjantów i żołnierzy (kilku innych zostało schwytanych), natomiast Czeczeni stracili 8 osób i mieli 15-tu rannych (Basajew próbował później usprawiedliwić opanowanie szpitala potrzebą udzielenia pomocy rannym). Czeczeni z zakładnikami umieścili się w szpitalu, gdzie przedstawili swoje żądania, z których głównymi było zawieszenie broni i wycofanie wojsk rosyjskich z Czeczenii. Ogółem wziętych zostało ok. 1500-1800 zakładników (chociaż niektóre źródła mówią o ponad 2000, a nawet 2500) – kilkuset schwytanych w mieście, ok. 450 pracowników szpitala oraz ok. 500 pacjentów. W odpowiedzi, Rosjanie przywieźli do Budionnowska dużą grupę cywilnych więźniów czeczeńskich (w tym kobiet i dzieci) z nadzieją dokonania wymiany zakładników.
16 czerwca oblegający Rosjanie (w tym ochotnicy kozaccy) zaatakowali szpital pod osłoną wozów pancernych, jednakże w wyniku ok. 5-godzinnych walk zostali odparci ogniem broni ręcznej i granatników. Następnie szpital zaczęli ostrzeliwać snajperzy (strzelając m.in. do kobiet, które Czeczeni zmusili do machania improwizowanymi białymi flagami z okien budynku). 17 czerwca o świcie Czeczeni odparli drugi atak rosyjski z rzędu: w trakcie szturmu elitarnej jednostki specnazu FSB „Alfa” Rosjanie zdołali zająć parter szpitala (teraz stojącego częściowo w ogniu), po półtorej godziny zostali jednak wyparci. Ponad 100 zakładników straciło życie od zmasowanego ognia sił rosyjskich (przy użyciu m.in. dwóch miotaczy ognia RPO Trzmiel) i w trakcie strzelaniny w szpitalu – oficjalnie władze ogłosiły, że zostali oni „zamordowani przez terrorystów”. W odpowiedzi na ataki zostało także rzeczywiście rozstrzelanych 5 lub 6 zakładników (lotników wojskowych i milicjantów). Kilkaset osób zostało rannych.
17 czerwca rozpoczęły się negocjacje – zwolniono 227 zakładników, a do szpitala wpuszczono dziennikarzy (Basajew przeprowadził konferencję prasową). 18 czerwca, po osobistej rozmowie telefonicznej Basajewa z premierem Rosji Wiktorem Czernomyrdinem, Rosjanie tymczasowo wstrzymali działania wojenne w Czeczenii, po czym zwolnionych zostało 111 kobiet i dzieci. 19 czerwca władze zgodziły się, aby napastnicy opuścili Budionnowsk w siedmiu autokarach oraz ciężarówce-chłodni (w której przewieźli poległych towarzyszy) w zamian za uwolnienie pozostałych zakładników. W drodze powrotnej do republiki czeczeńskiej, w której czekało ich entuzjastyczne powitanie ze strony ludności, towarzyszyło ludziom Basajewa 120 zakładników, którzy zgłosili się na ochotnika jako żywe tarcze na czas przejazdu – w tym 16 dziennikarzy i dziewięciu deputowanych do Dumy (m.in. Siergiej Kowaliow). Zostali oni uwolnieni po przekroczeniu granicy w wiosce Zandak, chociaż część już na własną rękę pojechała z Basajewem dalej, do górskiej wsi Dargo.

## Następstwa kryzysu
Według danych oficjalnych w wyniku akcji zginęło na miejscu 129 osób cywilnych, natomiast 415 zostało rannych (z czego 18 później zmarło). Śmierć poniosło też co najmniej 25 członków sił rosyjskich (milicjantów i żołnierzy), w tym 3 komandosów z jednostki „Alfa”. Po stronie czeczeńskiej zginęło 14 bojowników (według relacji jeden z nich został rozstrzelany przez swoich), 2 zaginęło (ciało jednego z nich znaleziono później w szpitalu), natomiast 30 odniosło rany. Około 160 budynków zostało zniszczonych lub uszkodzonych. Po ataku władze centralne zrzuciły większość odpowiedzialności za błędy w akcji antyterrorystycznej na władze lokalne, których szef, gubernator Kraju Stawropolskiego Jewgienij Kuzniecow, został 30 czerwca 1995 roku zdymisjonowany.
Był to przełomowy punkt w wojnie, który pozwolił na odebranie inicjatywy z rąk sił federalnych, przygotowujących się wtedy do ostatecznej ofensywy w Czeczenii. Rozejm był nagminnie łamany przez obie strony, ale pozwolił siłom czeczeńskim na przezbrojenie się i przegrupowanie z przegrywanej wojny pozycyjnej po stracie Groznego i większości innych miejscowości do skutecznej wojny partyzanckiej – opartej na minowaniu dróg, górskich zasadzkach i niespodziewanych rajdach na miejscowości okupowane przez Rosjan. Rosyjscy generałowie i przedstawiciele władz federalnych podjęli też, pierwsze od początku wojny, negocjacje z przywódcami separatystów czeczeńskich (przerywane i podejmowane później kilkakrotnie).